# Ben Ahmed
Ben Ahmed (em árabe: بن احمد) é uma pequena cidade e comuna de Marrocos, que faz parte da província de Settat e da região de Casablanca-Settat. Em 2014 o municipio tinha 33.105 habitante distribuidos por 3,9 km² de área.
É um centro de uma região agrícola importante, e situa-se a meio caminho entre Berrechid (c. 40 km a sudeste) e Khouribga (à mesma distância para noroeste), 40 km a leste de Settat e 80 km a sudeste de Casablanca.

## Demografia
O crescimento populacional da cidade foi o seguinte:
| em 1994 | em 2004 | em 2014 |
| ------- | ------- | ------- |
| 19 135  | 21 361  | 33 105  |